# Menschheit 2.0
Menschheit 2.0. Die Singularität naht ist die deutsche Übersetzung von Ray Kurzweils Klassiker des Transhumanismus The Singularity Is Near. When Humans Transcend Biology, der im Jahr 2005 erschien. Im Zentrum dieses Werkes stehen die sogenannte technologische Singularität, ein revolutionäres Ereignis, das der Autor für das Jahr 2045 veranschlagt, und die weitreichenden Folgen, die dieses Ereignis für die Menschheit zeitigen wird.

## Hauptthese
Die zentrale These des Buches ist, dass das technologische Wachstum – entgegen unserem intuitiven Verständnis – in allen Bereichen, sobald diese der Informationstechnologie unterliegen, nicht linear, sondern exponentiell vonstattengeht. Weil die Informationstechnologie in immer mehr Bereiche des Wissens und der Wissenschaften vordringt, so etwa gegenwärtig in die Biologie oder die Neurowissenschaften, wachsen unser gesamtes Wissen und damit auch unsere technischen Möglichkeiten zusehends exponentiell. Exponentielles Wachstum kennt einen „Knick in der Kurve“, ab dem der scheinbar langsame und stetige Zuwachs plötzlich explosionsartig ansteigt. Dieser Knick wird voraussichtlich im Jahr 2045 erreicht und führt dazu, dass das Wissen und die technischen Möglichkeiten der Menschheit explosionsartig zunehmen werden. Dieses von Vernor Vinge seit den 80er Jahren „technologische Singularität“ genannte Ereignis wird die Menschheit grundlegend verändern.

## Grundlegende Konzepte

### Technologische Singularität
Das Konzept der technologischen Singularität hat Vinge der Mathematik und der Physik entlehnt. Es definiert einen Punkt, über den hinaus keine weiteren Voraussagen möglich sind, ähnlich dem Ereignishorizont eines Schwarzen Lochs, mit dem er die Singularität auch vergleicht. Aufgrund des exponentiellen Wachstums in allen der Informationstechnologie unterliegenden Bereichen des Wissens und der Wissenschaften wird es in naher Zukunft zu einer technologischen Singularität kommen: In diesem Zusammenhang kommt es zu einem derart explosionsartigen Zuwachs an Wissen und Möglichkeiten, dass es derzeit unmöglich ist, die Konsequenzen dieses alle Lebensbereiche revolutionierenden Ereignisses vorherzusagen. Kurzweil datiert die technologische Singularität auf das Jahr 2045 und stellt zumindest begründete Vermutungen darüber an, was die Konsequenzen für die Menschheit sein könnten.

### Gesetz vom steigenden Ertragszuwachs
Das exponentielle Wachstum der Informationstechnologie folgt dem Gesetz vom steigenden Ertragszuwachs. Dieses erklärt, warum evolutionäre Prozesse immer schneller werden und sich deren Produkte exponentiell vermehren. Evolution schafft, laut Kurzweil, Muster von höherer Ordnung, die in der Regel, aber nicht immer, eine höhere Komplexität aufweisen. Diese Muster höherer Ordnung besitzen einen Rückkopplungseffekt: Sie helfen, die nächste Stufe der Evolution zu erreichen, und das in immer kürzerer Zeit. Das bekannteste, wenn auch nicht das einzige Beispiel für das Gesetz vom steigenden Ertragszuwachs ist das Moore'sche Gesetz.

### GNR
GNR setzt sich aus den Initialen der Begriffe Genetik, Nanotechnik und Robotik zusammen. Das exponentielle Wachstum der Informationstechnologie wird nacheinander auch diese drei Bereiche erfassen, wobei die informationstechnische Revolution des einen Bereiches zum jeweils nächsten führt. Das exponentielle Wachstum auf dem Gebiet der Robotik führt schließlich zur technologischen Singularität. Infolge der genetischen Revolution wird es dem Menschen möglich werden, direkt und zielgerichtet in sein Erbgut einzugreifen und dieses zu verändern. So wird es etwa möglich, das Altern der Zellen zu verlangsamen oder gar aufzuhalten. Die nanotechnologische Revolution befähigt den Menschen, molekulare Fertigung auf atomarer Ebene vorzunehmen und sich die Welt Atom um Atom neu aufzubauen. Rohstoffknappheit wie wir sie kennen, wird es für die Menschheit nicht mehr geben; alles wird im Überfluss vorhanden sein. Die Revolution in der Robotik führt schließlich zur Schaffung „starker künstlicher Intelligenz“, d. h. künstliche Intelligenz, die das Niveau menschlicher Intelligenz erreicht und bald schon weit übersteigt. Diese starke KI wird das exponentielle Wachstum der Informationstechnologie weiter vorantreiben, und das in einem nie dagewesenen Tempo. Die Menschheit wird zusehends mit dieser künstlichen Intelligenz fusionieren und ihr biologisches Dasein hinter sich lassen, um auf anderen, beständigeren Substraten weiterzuexistieren.

## Ausgaben
- Englisches Original: Ray Kurzweil, The Singularity Is Near: When Humans Transcend Biology, New York, Penguin 2005, ISBN 978-0-14-303788-0.
- Deutsche Übersetzung: Ray Kurzweil, Menschheit 2.0. Die Singularität naht, 2., durchgesehene Auflage, Berlin, Lola Books 2014, ISBN 978-3-944203-08-9.